# Frédéric Etsou-Nzabi-Bamungwabi
Frédéric Etsou-Nzabi-Bamungwabi, CICM (3. prosince 1930, Mazalonga – 6. ledna 2007, Lovaň) byl konžský katolický arcibiskup a kardinál.

## Stručný životopis
Po středoškolských studiích nastoupil v roce 1949 do konžských seminářů, kde se věnoval studiu filozofie a začal studovat i teologii. V roce 1954 však vstoupil do noviciátu Kongregace Neposkvrněného Srdce Mariina (zv. Scheutisté), a studia teologie dokončil až po řeholní formaci. Na kněze by vysvěcen v roce 1958. Po krátké pastorační zkušenosti byl vyslán na dokončení studií. Studoval sociologii na Institut catholique de Paris, pastorální teologii na "Lumen Vitae" v Bruselu a literaturu na pařížském Institut des Hautes Etudes d'Outre-Mer (IHEOM). o rok později následovala jeho kardinálská kreace. 
Do vlasti se vrátil v roce 1968, působil ve farní pastoraci a podílel se na vedení své kongregace. V roce 1976 je papež Pavel VI. jmenoval koadjutorem arcibiskupa Mbandaky-Bikoro, sídelním arcibikupem se stal na sklonku roku 1977. V roce 1990 byl jmenován arcibiskupem Kinshasy, v letech 2000–2004 byl předsedou Biskupské národní konference Konga. Po delší nemoci byl hospitalizován v Belgii, na univerzitní klinice v Lovani, kde také 6. ledna 2007 zemřel ve věku 76 let.